# МА (журнал)
«МА», «Мa» (с венг. — «Сегодня») — венгерский авангардистский литературно-художественный и публицистический журнал, издававшийся Лайошом Кашшаком, венгерским писателем, переводчиком, журналистом, художником, архитектором. Выходил в 1916—1925 годах в Венгрии и Австрии. Кашшак является одним из ведущих пропагандистов авангарда (конструктивизма, экспрессионизма, футуризма, дадаизма, сюрреализма) в венгерском искусстве. 

## История
Лайош Кашшак родился 1887 году в бедной семье в городе Эршекуйвар; с ранних лет проявил способности к литературе. Рано бросил школу и в начале XX века переехал в Будапешт, где работал слесарем, принимал участие в рабочем движении. Затем бродяжничал по Европе, побывал в нескольких культурных центрах, где познакомился с новыми художественными течениями. Однако, по оценке российского литературоведа Юрий Гусев, не следует преувеличивать глубину знакомства Кайоша с авангардом. Несколько лет жил в Париже, где познакомился с Гийомом Аполлинером, Блезом Сандраром, Робером Делоне и Пабло Пикассо. С 1912 года писал экспрессионистские стихи, драмы и романы. Вернувшись в Будапешт, вместе с Эмилем Ситтьей и Белой Уицем занимался изданием авангардистского журнала «A Tett» («Действие»). Журнал был закрыт за антимилитаристские идеи, так как в нём, в частности, печатались произведения из «враждебных» стран для Австро-Венгрии по Первой мировой войне. В 1916 году Кашшак стал издавать журнал «МА», в котором также пропагандировалось современное искусство, интернациалистские и левые взгляды. Однако Кашшак выступал против прямого, выходящего за пределы задач вмешательства искусства в политическую борьбу, а также против принципа партийности в художественном творчестве. Нежелание непосредственно участвовать в революционной борьбе привело к отходу от журнала некоторых деятелей искусства, а также к конфликту с руководством Венгерской советской республики. Незадолго до падения революционной власти журнал был закрыт под предлогом нехватки бумаги. В журналах «A Tett» и «МА» отстаивалась программа активизма, выдвинутая Кашшошом. По мнению Гусева: «С точки зрения художественности, поэтики „активизм“ представлял собой довольно эклектичный феномен, сочетающий в себе прежде всего черты экспрессионизма, футуризма и (ещё не существующего как течение) конструктивизма; в 20-х гг. Кашшак осваивал и поэтику сюрреализма; в чём-то у него можно усмотреть влияние дадаизма».

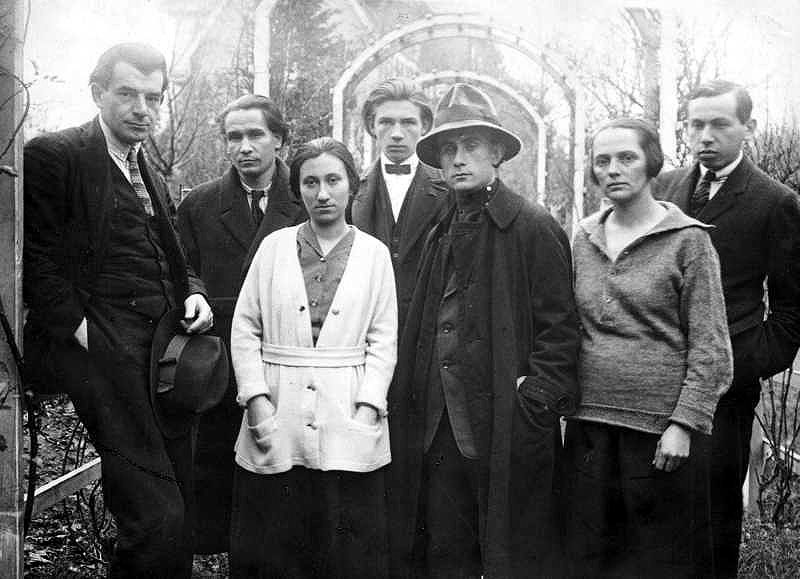
Сотрудники журнала «МА» (слева направо: Шандор Бортник, Бела Уиц, Эржи Уйвари (сестра Кашшака), Андор Шимон, Лайош Кашшак, Йолан Шимон, Шандор Барта, 1922

После подавления социалистической революции Кашшак жил в эмиграции в Вене (1919—1926), где продолжил выпускать журнал «МА», экземпляры которого нелегально переправлялись в Венгрию, а также в страны с венгроязычным населением. В этот период, продолжая продвигать идеи активизма, пропагандировал близкий ему эстетически конструктивизм и сюрреализм. Так, благодаря деятельности писателя Дьюлы Ийеши были налажены связи редакции с французскими сюрреалистами. В 1924-1925 годах в издании публиковались переводы стихов представителей этого течения: Поля Элюара, Франсиса Пикабиа, Пьера Реверди, Филиппа Супо. На страницах журнала появлялись репродукции картин и рисунков художников, в той или иной мере близких к сюрреализму: Жана Арпа, Пикабиа, Пикассо, Марка Шагала. В 1926 году в Париже состоялся вечер, посвящённый журналу, где свои стихи представили венгерские писатели (Кашшак, Дьюла Ийеш, Йозеф Надашш, Эндре Гашпар и др.). Практически ни один номер не обходился без «нумерованных» стихов Кашшака, в которых он стремился достичь сюрреалистических принципов, в первую очередь ассоциативного формообразования образов. На регулярной основе в издании были представлены Тибор Дери и Ийеш, а также другие литераторы близкие в тот период к сюрреалистической эстетике. 
Начиная с 1926 года, после возвращения в Венгрию Кашшака и его окружения, издавался журнал «Dokumentum» («документ»), ставший на непродолжительной время рупором сюрреализма в стране.